# Bel Priestley
Bel Priestley (Londres, Reino Unido; 13 de mayo de 2003) es una actriz inglesa y personalidad de Internet. Comenzó su carrera en las plataformas de redes sociales YouTube y TikTok, donde documentó su transición de género después de declararse mujer transgénero. En 2023, acumuló más de un millón de seguidores en TikTok. Priestly se unió al elenco de la segunda temporada de la serie de televisión británica de comedia romántica sobre la mayoría de edad Heartstopper como el personaje de Naomi Russell. En 2023, apareció en las portadas de Brick Magazine y Attitude.

## Educación y primeros años
Priestley comenzó a estudiar teatro musical y danza cuando tenía seis años.Se declaró transgénero y comenzó su transición de género cuando tenía trece años. Citó a la modelo británica Munroe Bergdorf como una de sus inspiraciones para salir del armario.
Estudió moda en la universidad y asistió a la Fashion Retail Academy durante una semana antes de abandonar sus estudios. Trabajó como limpiadora antes de comenzar su carrera en el entretenimiento.

## Carrera
Priestley comenzó su carrera en las plataformas de redes sociales YouTube y TikTok, donde documentó su transición de género y realizó videos de maquillaje y belleza. Cuando tenía diecinueve años, acumuló más de 1,5 millones de seguidores en TikTok. Fue una de las primeras creadoras británicas abiertamente transgénero en TikTok. En Instagram, tenía más de 130.000 seguidores en 2023. En YouTube, consiguió 43.000 seguidores.
En noviembre de 2022, Netflix anunció que Priestley interpretaría el papel de Naomi Russell en la segunda temporada de la serie dramática británica de comedia romántica sobre la mayoría de edad Heartstopper. La segunda temporada se emitió el 3 de agosto de 2023. Fue la segunda mujer transgénero en aparecer en el programa, después de su coprotagonista Yasmin Finney, quien interpreta a Elle Argent.
Ella firmó con Margravine Management.
En marzo de 2023, Priestly se asoció con ASOS y apareció en su serie Out & Out para el Día de la Visibilidad Transgénero. En abril de ese mismo año se unió a la iniciativa Generation Change, liderada por la audiencia de Paramount, enfocada en el empoderamiento de las mujeres.
Apareció en la portada y en un editorial de Bricks Magazine en junio de 2023. También apareció en la portada, junto a su coprotagonista de Heartstopper, Ash Self, de Attitude.

## Filmografía
| Año           | Título       | Rol           | Notas            |
| ------------- | ------------ | ------------- | ---------------- |
| 2023-presente | Heartstopper | Naomi Russell | Papel recurrente |